# باشگاه فوتبال اورمیا ماسیس
باشگاه فوتبال اورمیا ماسیس (ارمنی: Ուրմիա Մասիս Ֆուտբոլային Ակումբ؛ انگلیسی: Urmia Masis FC) یک باشگاه فوتبال در شهر ماسیس و در استان آرارات کشور ارمنستان می‌باشد که در لیگ دسته اول فوتبال ارمنستان بازی می‌کرد. 

## تاریخچه
این باشگاه در اوایل ۱۹۹۴ میلادی   منحل شد و در حال حاضر در سطح فوتبال حرفه‌ای فعالیتی ندارد.

## آمار لیگ
| ارمنستان (۱۹۹۲ – ۱۹۹۳) |                       |     |      |     |       |      |        |          |     |        |      |
| فصل                    | دسته                  | سطح | بازی | برد | تساوی | باخت | گل زده | گل خورده | +/- | امتیاز | مکان |
| ۱۹۹۲                   | لیگ دسته اول          | ۲   | ۲۶   | ۱۰  | ۶     | ۱۰   | ۴۱     | ۳۳       | +۸  | ۲۶     | ۱۳.  |
| ۱۹۹۳                   | لیگ دسته اول - گروه A | ۲   | ۲۲   | ۷   | ۵     | ۱۰   | ۲۷     | ۵۱       | -۲۴ | ۱۹     | ۷.   |